# Borgward IV
Le Sd.Kfz. 301 Borgward B IV est un véhicule de destruction blindé et chenillé allemand de la Seconde Guerre mondiale, radiocommandé pour déposer des charges explosives dans les lignes ennemies. Ce « porteur de charge lourd » (Schwere Sprengladungsträger) se montrera d'une efficacité stratégique limitée.

## Contexte

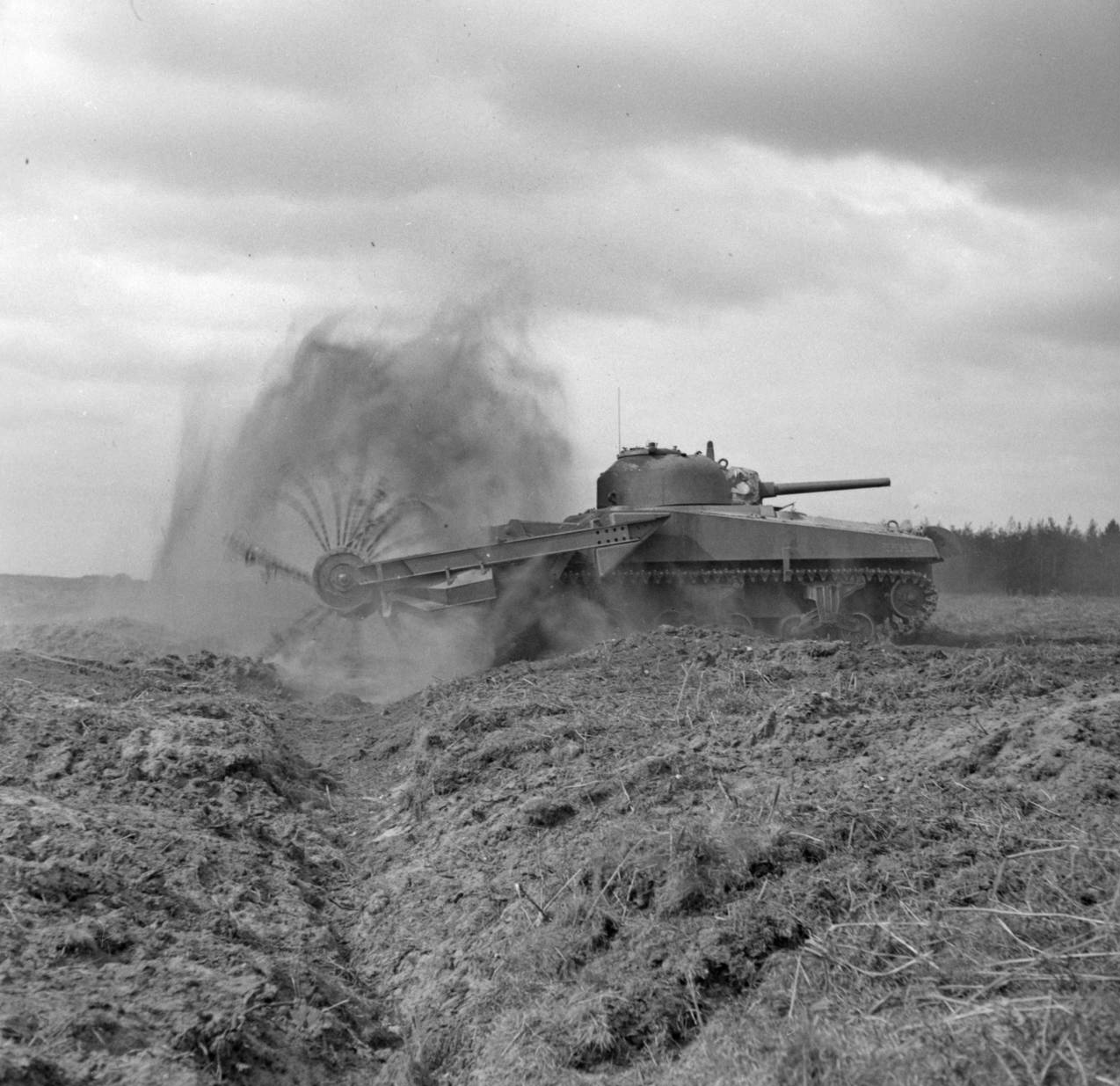
Sherman « crab » en action.

Champs de mines, obstacles antichars, bunkers et blockhaus sont autant de contraintes qui fixent toutes offensives, en particulier si elles sont fondées sur la vitesse d’exécution telle la Blitzkrieg, où l'emploi d'infanterie (génie et pionniers), lente et vulnérable, apparaît inadéquat. Un véhicule mobile, d'autant plus blindé et sans conducteur vulnérable, semble plus propice. Dès 1937, le capitaine Pommelet propose aux Services techniques de l'Armée française une chenillette radiocommandée pourvue d'une charge explosive, en vue de faire détoner une portion de champ de mines, par destruction ou effet de souffle. 75 exemplaires du V.P.38 seront construits mais non déployés. Au cours du second conflit mondial, les Anglo-américains et les Soviétiques développeront un système monté sur leurs chars de combat : ils poussent devant eux de lourds rouleaux (par exemple le PT-34), ou actionnent des fléaux de chaînes (le système « crab »), qui font détoner les mines antichars. Relativement rapide, ce système à l'inconvénient de bouleverser le terrain par l'explosion des charges enfouies. Faire exploser une charge accentuerait ce problème : trois cents kilos d'explosifs génèrent un cratère de 5 mètres de large, mais fait détoner les mines dans un rayon de 20 mètres. Les Allemands testeront diverses configurations avec rouleaux anti-mines, sans opter pour une construction en série. Les Américains déploient aussi des chars-bulldozers (Sherman-dozer), inadéquats toutefois pour renverser les obstacles antichars.
Au cours du conflit, seule l'Armée allemande déploiera des engins téléguidés pour placer des explosifs sur des objectifs tactiques : cette configuration apparait en effet polyvalente, dégageant une portion de terrains minés, balayant sur un petit périmètre les obstacles ou les fortifications de campagne, détruisant les ouvrages bétonnés tels les bunkers ou les immeubles soviétiques, voire des chars lourds. Théoriquement, les fortes charges téléguidées permettent de pulvériser des cibles de façon très ciblée. Aux 500 kg d'explosif déposés à quelques mètres par un B IV peuvent être comparés d'autres munitions imposantes : les bombes de 250 kg SC 250 des bombardiers (130 kg d'explosif), très imprécises à moins d'être larguées d'un Stuka, la roquette Sprgr. 4581 du Sturmtiger et ses 125 kg d'explosif ou encore l'obus de 113 kg (poids total) de l'obusier lourd de 210 mm, tous manquant pareillement de précision ; même la charge projetée par un mortier Karl est plus faible. Finalement, ce système d'armes dévastateur peut paraître réactif, diversiforme et relativement économique (tout au moins si le véhicule n'est pas détruit avec l'explosion). Pourtant, les véhicules de démolition et de déminage à distance se montreront en deçà des attentes tactiques, concédées par une industrie de guerre peinant déjà à fournir un nombre suffisant de véhicules blindés. Peu agiles ; d'un emploi trop ponctuel, qui plus est en situation d'offensive contre des fortifications (configuration rare pour la Wehrmacht après 1942 puis la bataille de Koursk), ils se révèlent aussi très vulnérables aux tirs directs ou indirects ennemis : un tel engin ne manque pas d'attirer le feu de contre-mesures lorsqu'il s'approche des lignes.

## Prédécesseurs

### Sd.Kfz. 300MinenräumwagenBorgward
Alors que les hostilités viennent de débuter, le Service de l'Armement de l'Armée demande le 19 octobre 1939 la création d'un engin de déminage radiocommandé, confiée à la firme Borgward de Brème (créée en 1929 et spécialisée dans les voitures de tourisme). Celle-ci s'engage à présenter un engin pour la mi-janvier 1940 ; une commande de 50 exemplaires est passée dès le 21 novembre 1939. La firme développe alors un petit véhicule mû par un moteur 4 cylindres de 29 chevaux et d'un poids de 1,5 tonne, baptisé Minenräumwagen B I, ou dans la nomenclature des véhicules de la Wehrmacht, Sd.Kfz. 300. L'engin possède un barbotin avant et trois roues (par côté), est dirigé à distance par radiocommande (conçue par Hagenuk, de Kiel) à une vitesse ne dépassant pas les 5 kilomètres à l'heure, et surtout ce « balayeur de mines » est constitué d'une caisse en béton et pourvu de trois lourds rouleaux susceptibles de faire détoner les mines lors de leur passage. Il est prévu que le pilote-opérateur le dirige depuis un blindé directeur leitpanzer, en l’occurrence la version commandement leichte befehlspanzerwagen I du Panzer I. Les démonstrateurs sont testés dans les champs de mines de la Ligne Maginot durant l'été 1940, avec des résultats peu concluants.
Dès le 3 avril 1940, Borgward crée un modèle Minenräumwagen B II plus imposant (2,3 t), toujours avec une structure en béton mais avec un moteur 6M RTBV de 49 chevaux et une roue supplémentaire. Les roues anti-mines sont abandonnées et il transporte dorénavant jusqu'à 515 kg d'explosif mis à feu avec l'ensemble du véhicule. L'opérateur radio du leitpanzer peut diriger conjointement deux engins jusqu'à 2 000 m de distance. Déployés au sein de la Minenräum-Abteilung 1 (Heeresgruppe Mitte) lors de l'attaque contre l'Union Soviétique, ils se révéleront médiocres et vulnérables sur le terrain. Trois exemplaires du B II seront modifiés en version amphibie, dite Ente (« canard »),.
A l'été 1941, la firme envoie à l'unité son dernier démonstrateur, le Minenräumwagen B III, similaire semble-t-il au B II mais avec une structure en acier, et non plus en béton.

### Gepanzerte munitionsschlepperBorgward
A côté de son véhicule anti-mines, Borgward avait développé avant-guerre (commande de septembre 1937) un prototype (VK 302) de chenillette blindé pour le transport de munitions (4 roues, roue tendeuse et barbotin de chaque côté). 20 exemplaires du gepanzerte Munitionsschlepper seront au total assemblés à la fin 1941. Dirigés par deux hommes en cabine, ils peuvent transporter 500 kg de munitions sur un plateau au-dessus du moteur, pour l'approvisionnement des unités d'artillerie ou de blindés. Le véhicule n'est toutefois pas retenu par l'armée.
À la suite de la demande, à la fin de l'été 1941, de disposer d'un véhicule de destruction déposant une charge mais n'étant plus détruit avec l'explosion, le constructeur envisage de reprendre et modifier son gepanzerte Munitionsschlepper, tout en stoppant la production des Minenräumwagen.

## Sd.Kfz. 301 B IV
Le IIIe Reich est le seul belligérant à produire, et en aussi grand nombre, des véhicules de démolition à distance. La 1. Panzer-Division avait déjà testé des Ladungsleger porteurs de charges (de 50 kg), sur châssis de PzKpfw I en 1940. Environ 17 chenillettes Universal Carrier sont converties (1942) en Ladungsleger auf fahrgestell Bren Carrier(e) filoguidés. À côté du modèle « lourd » présenté dans cet article, un modèle « léger » sera développé, le Leichter Ladungsträger « Goliath » ou Sd.Kfz. 302 (par Borgward et Zündapp) , ainsi qu'un modèle « moyen », le Mittlerer Ladungsträger « Springer », ou Sd.Kfz. 304 (NSU).
Le Schwerer Ladungsträger Borgward IV est référencé dans la nomenclature des véhicules Sd.Kfz. 301 ; à la différence des deux précédents, le véhicule n'est pas détruit avec l'explosion de la charge et peut être réutilisé. Il est construit selon trois versions (en allemand ausführung) en plus d'un millier d'exemplaires, répartis dans des compagnies dites FL ou Fkl pour Funklenk (« radiocommandée »), parfois indépendantes mais souvent intégrées à des bataillons de chars (Panzer III, StuG III ou Tiger) en association avec des blindés d'accompagnement et/ou de téléguidage (leitpanzer). Le nombre d'exemplaires en service actif est bien plus faible : 143 au 1e avril 1943, 286 au 1e juin, 366 en septembre 1944, encore 79 en février 1945 (318 en dépôts).

### Borgward IVausführungA
Pour succéder à ses modèles B I à B III, Borgward reprend donc les plans de son transporteur de munitions VK 302, avec un train de roulement allongé d'un galet. Ce Sprengladungsträger (« porteur de charge explosive ») conserve le moteur 6 cylindres à deux rapports et les chenilles lubrifiées qui équipent aussi les semi-chenillés. Le dessin de la caisse est simplifié, avec un blindage fin de 10 mm à l'avant, et 5 mm sur les côtés. La cabine de deux hommes est supprimée, seul demeure un étroit emplacement, avec pare-brise rabattable en plexiglas, pour le pilote qui basculera la direction en position « radiocommande » à l'approche de la zone d'opération avant de quitter l'engin. À ce moment, un circuit hydraulique radiocommandé actionne des jeux de biellettes et de vérins de direction, commandé depuis le leitpanzer par un récepteur UKW à ondes très courtes. La portée de la commande à distance est d'environ 2 kilomètres, le pilotage de l'appareil se faisant à vue.
À l'avant de l'engin est transportée une benne largable contenant jusqu'à 500 kg d'explosifs, conditionnés en plusieurs pavés enveloppés de carton. La matière explosive est théoriquement maniable et insensible aux projectiles ennemis : l'Ekrasit (en) requiert l'emploi d'une amorce fulminante spécifique pour détoner. La mise à feu s’opère lors du décrochage de la benne ou si le véhicule déclenche une mine antichar sous son passage.
La production débute en avril 1942. Au total, 628 modèles A seront livrés jusqu'en juin 1943, dont 390 modifiés entre février et juin (ci-dessous).

#### Modification du modèle A

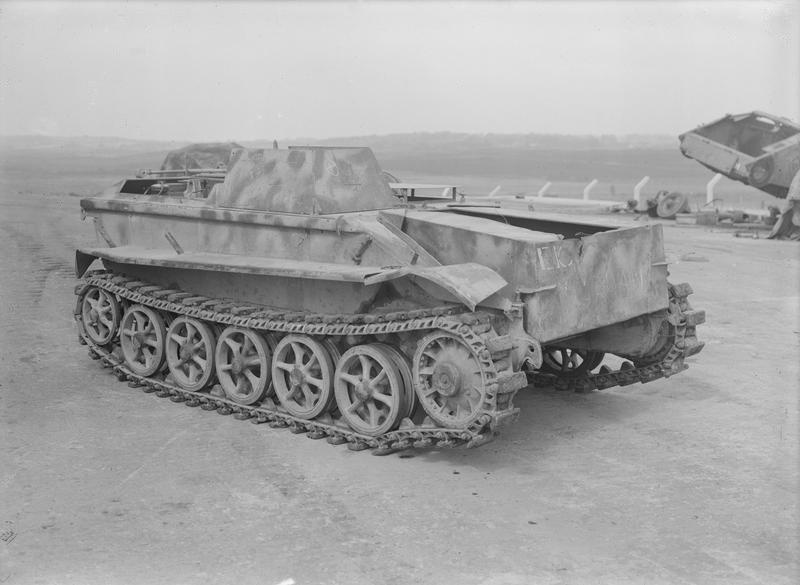
Borgward IV Ausf. A modifié.

En janvier 1943, les unités de Ladungsträger sont rapatriées en Allemagne, ce qui représente une centaine d'engins. Leur pare-brise, trop vulnérable, est retiré et remplacé par trois panneaux d'acier rabattables d'une épaisseur de 8 mm. Les parois de 5 mm sont renforcées par un blindage supplémentaire de 8 mm. La modification est aussi appliquée en usine, mais n'apparaît pas dans les dénominations. Certains B IV ausf. A non modifiés seront néanmoins toujours en service en 1944.

#### Tests avec une caméra
Au début de l'année 1943 est émise l'idée d'un engin de reconnaissance avancée terrestre, radiocommandé et doté d'une caméra. Un Borgward IV est pourvu d'une Fernsehkamera « Tonne P », le char commandant ayant un récepteur « Seedorf P » à tube cathodique. La portée d'émission atteint les 7 kilomètres. Des essais sont menés et le démonstrateur est même présenté au Führer le 20 octobre 1943, mais le concept est finalement abandonné.

### Borgward IVausführungB
Le modèle B est produit à partir de juillet 1943. Depuis la mise en service du Schwerer Ladungsträger, plusieurs conducteurs ont été tués ou blessés, en raison du faible blindage. Décision est prise de renforcer les flancs et l'arrière de la caisse, dont la protection passe à 10 mm tout en conservant les 8 mm de plaques ajoutées. Sur le côté droit, une trappe d'évacuation pour le pilote est créée, ce qui constitue la seule marque visuelle qui différencie le ausf. B du précédent. Les chenilles sont désormais de type « sèches ». Le poids augmente de 250 kg pour atteindre les 3,75 t.
En novembre de la même année, la production du B IV ausf. B est stoppée, pour un total de 260 exemplaires.

### Borgward IVausführungC
L'augmentation du poids du modèle B, en raison du nouveau blindage, limite les performances du moteur 6 M 2,3 RTBV de 49 chevaux qui équipait déjà le B II. Un nouveau bloc propulseur plus puissant est donc monté dans une nouvelle version, l'ausführung C. Le 6 B 3,8 TV développe désormais une puissance de 78 chevaux qui porte la vitesse à 40 km/h. Pour le loger, la caisse est rallongée de 45 cm. Le blindage est accru à 20 mm sur toute la surface, seuls les panneaux rabattables de la cabine de pilotage étant limités à 15 mm. Le plus visible est que cette dernière est dorénavant positionnée à gauche. Le poids est augmenté de près d'une tonne. La production débute en décembre 1943 et sera stoppée le 24 octobre de l'année suivante, pour un total de 305 exemplaires.

### Autres spécifications techniques
- Largeur des chenilles : 20 cm
- Rayon de braquage : 11,5 m
- Coupure verticale : 44 cm
- Coupure franche : 134 cm
- Gué : 80 cm[1]

### Engagements

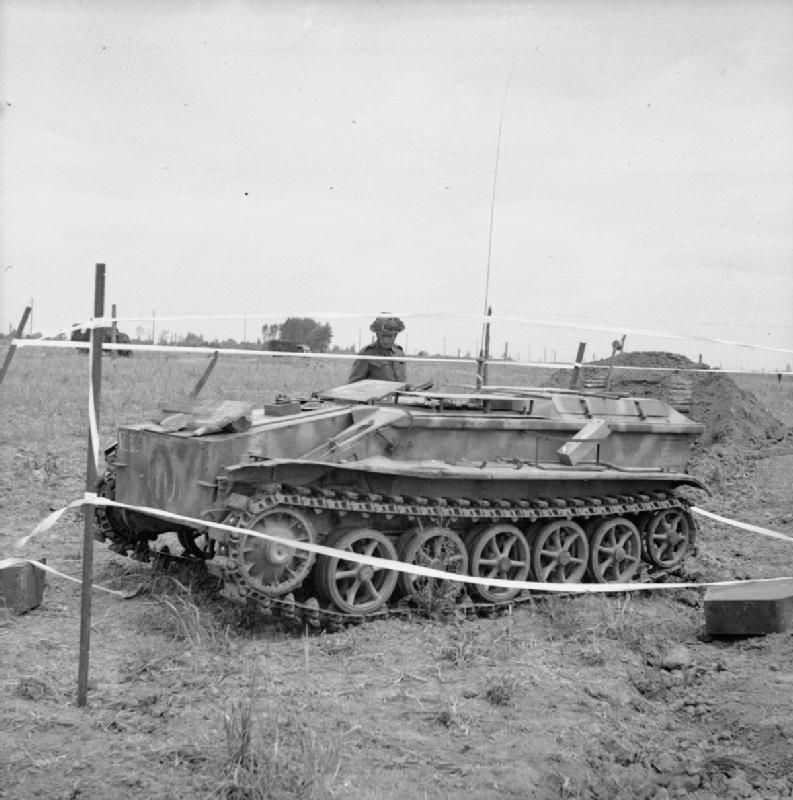
Un Borgward IV capturé par les Britanniques en Normandie.

Parmi les théâtres d'opération notables du B IV figurent :
- Siège de Sébastopol en juin 1942 par la Panzer-Abteilung 300 (FL) ; transfert des Ausf. A dans le secteur de Léningrad le mois suivant.
- B IV ausf. A modifiés des Panzer-Kompanie (Fkl) 312 (avec PzKpfw VI Tiger), 313 et 314 (Panzerjäger-regiment 656 comprenant des Jagpanzer Elefant[8]) pour l'attaque du secteur d'Orel à Koursk.
- Panzer-Kompanie (Fkl) 311 intégré au bataillon de Tiger de la Grossdeutschland (mai 1943).
- B IV B et C de la Panzer-Abteilung 301 (Fkl) engagés dans le secteur d'Anzio-Nettuno.
- Pertes importantes de plusieurs unités lors de la Bataille de Normandie.
- Panzer-Abteilung 302 (Fkl) déployée contre l'Insurrection de Varsovie, puis, en décembre 1944, en Prusse-Orientale[1].

A la fin du conflit (début 1945), il est prévu que les Sd.Kfz. 301 soient remplacés par les Sd.Kfz. 304 « Springer ».

## Variantes
Outre le B IV ausf. A muni d'une caméra, un certain nombre d'engins (B IV et VK 302) sera transformé pour de nouvelles missions.

### B IVMunitionsschlepper
Devant le relatif inemploi de l'engin après « Citadelle » à Koursk (pour laquelle un pic de production avait été atteint avec 200 exemplaires construits en mai 1943), il est décidé à la fin de 1944 de transformer certains engins en transporteurs de munitions (Munitionsschlepper), mission originelle du VK 302 qui avait été refusé. Trois compagnies (gepanzerte Munitionsschlepper-Kompanie) de 15 véhicules sont constituées, la 801 attribuée à la 1.Infanterie-Division, la 802 à la 170.Infanterie-Division et la 803 à la 28.Jäger-Division.

### Panzer Selbstfahrlafette 1a 5-cm Pak 38 auf gepanzerte Munitionsschlepper
Après la bataille de France, le Waffenprüfamt 6 (Département de développement des véhicules blindés du Heereswaffenamt) demande que le nouveau canon antichar 5-cm Pak 38 soit monté sur des véhicules blindés. Le véhicule-prototype VK 302, qui servira de base au Borgward IV, est proposé. Des plaques de blindage espacé (Schottenpanzer) sont montées en superstructure : deux plaques de 4 mm à l'avant et de 3 mm pour les côtés, l'arrière demeurant ouvert. L'engin étant trop court et léger, il faut ajouter des bêches d'ancrage au sol, à l'arrière, pour amortir le recul. La transformation semble efficiente, et une commande de 3 144 exemplaires est passée en mai 1941 : de transporteur blindé non retenu par l'armée, le petit chenillé deviendrait le principal panzerjæger doté du 50 mm à canon long, à destination des divisions d'infanterie ou parachutistes. Deux démonstrateurs de présérie sont livrés en juillet 1942. Ils sont transférés à la 19. Panzer-Division le mois suivant. Le rapport sur leur emploi sera détruit en 1945. En 1942, néanmoins, des matériels plus performants font leur entrée et le Pak 38 affiche déjà ses limites face aux chars soviétiques. Le Pz.Sfl. 1a Pak 38 auf gp. Mun. Schlepper apparait trop faiblement blindé pour s'approcher de ses cibles et espérer les détruire. La commande est alors annulée et les châssis déjà construits seront reconditionnés en ... Sd.Kfz. 301 Borgward IV.
Un essai de cette plate-forme sera mené avec une tourelle pourvue d'un canon sans recul de 105 mm LG 40,,.

### Panzerjäger B IV «Wanze»
Le Wanze (« punaise ») représente un concept original dans l'histoire du combat blindé. En février 1945 est demandé en urgence l'étude d'un véhicule pouvant utiliser des lance-roquettes Panzerschreck, puissante arme antichar légère mais de courte portée. Déjà en 1943, les ateliers de la 3. Panzer-Grenadier-Division modifièrent des châssis d'Universal Carrier capturés pour le transport de trois RPzB 43 (et plusieurs Panzerfäuste). Plusieurs sources précisent toutefois que les tubes, malgré leur configuration, ne pouvaient pas tirer depuis le 8.8-cm Panzerschreck-Raketen auf Bren Carrier 731(e) mais devaient être retirés. Vers la fin du conflit fut aussi monté sur le terrain quelques Panzerschreck sur des voitures Kübelwagen.
Le Sd.Kfz. 301 B IV n'étant plus guère employé dans le contexte de la défense du Reich, plus d'une cinquantaine de modèles B et C seront convertis en chasseurs de char en portant six tubes de Raketenpanzerbüsche 54, en deux rangées de trois enchâssés dans un bouclier, à côté du pilote (à gauche donc pour l'ausführung B). La portée efficace de ces antichars portatifs n'est que d'environ 150 m, ce qui exige un courage certain de la part des deux membres d'équipage. La puissance d'une roquette, et à fortiori d'une salve de six, est capable de détruire même le char lourd soviétique JS-2, si tant est qu'il est isolé, sans couverture d'infanterie. La courte portée, excluant le combat en rase campagne, demeure acceptable en combat urbain, avec le tir par exemple au détour d'une rue, bien que les tubes multiples ne soient pas orientables et doivent être pointés par la rotation de l'engin. Celui-ci ne peut compter pour sa survie, outre l'expérience de l'équipage, que sur ses dimensions discrètes et sa vitesse, le retrait une fois le tir effectué pouvant se faire derrière un écran de fumée généré par les trois pots lance-fumigènes installés à l'avant de l'engin,.
Le seul engagement connu, et attesté, du « panzerjäger » Borgward IV Wanze eut lieu au sein de la Panzer-Vernichtungs-Abteilung 1 (dont le symbole est un cœur percé de 3 flèches) créée en mars 1945 et déployée pour la Bataille de Berlin aux côtés de la division SS Nordland. Les 56 exemplaires engagés vont disparaître au cours des combats, jusqu'à l'épicentre de la bataille puisque plusieurs clichés soviétiques montrent un Wanze détruit (ou abandonné) sur Unter den Linden, face à la Porte de Brandebourg ; un autre sera même photographié par Robert Capa.
Les Allemands proposeront aussi le projet E-5 de blindé léger rapide et fortement armé. Plus tard, un concept similaire sera concrétisé avec le Ontos américain et le Type 60 106mm japonais.

Diverses vues du Borgward B IV
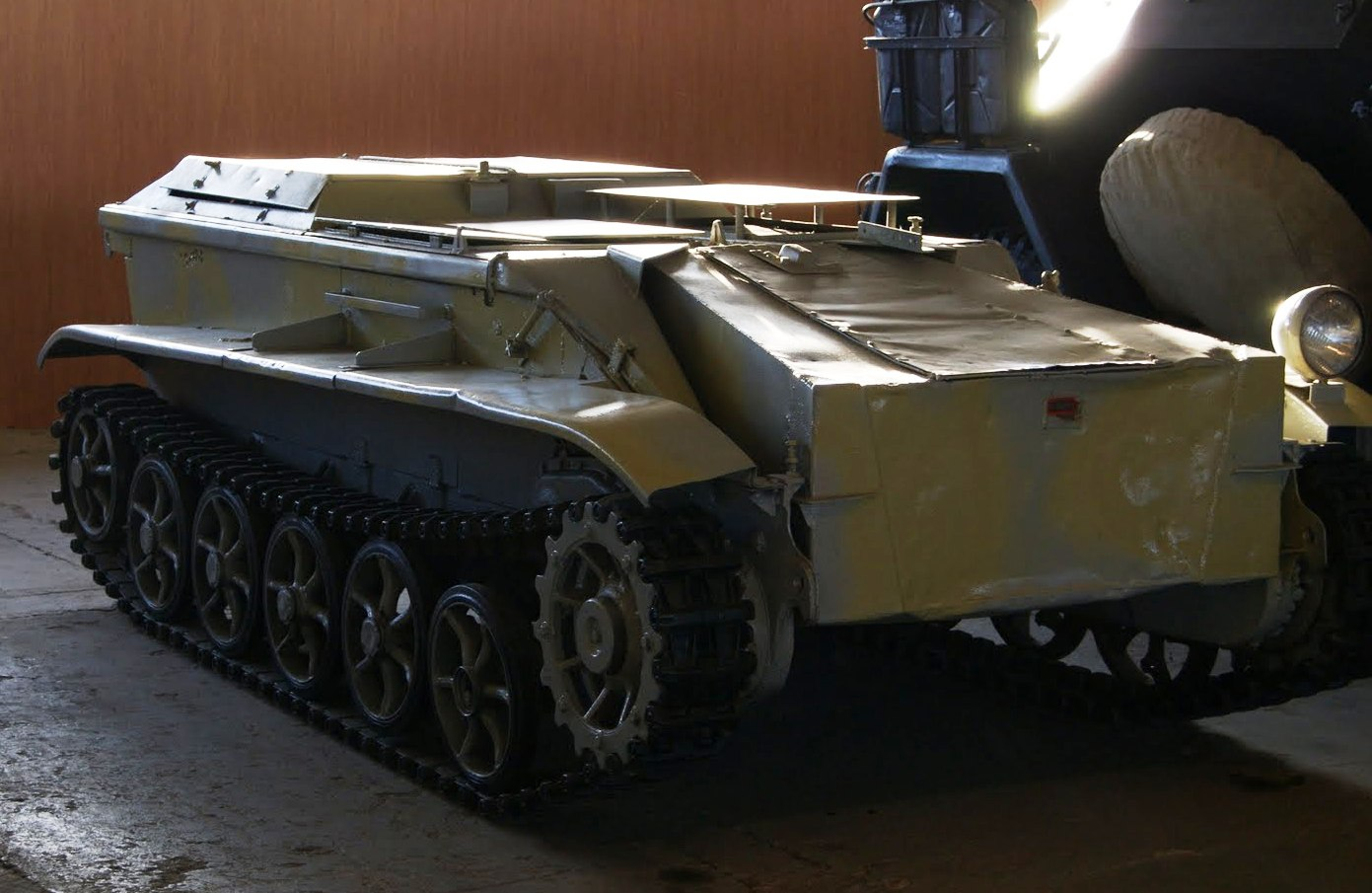
B IV du Musée de Kubinka.
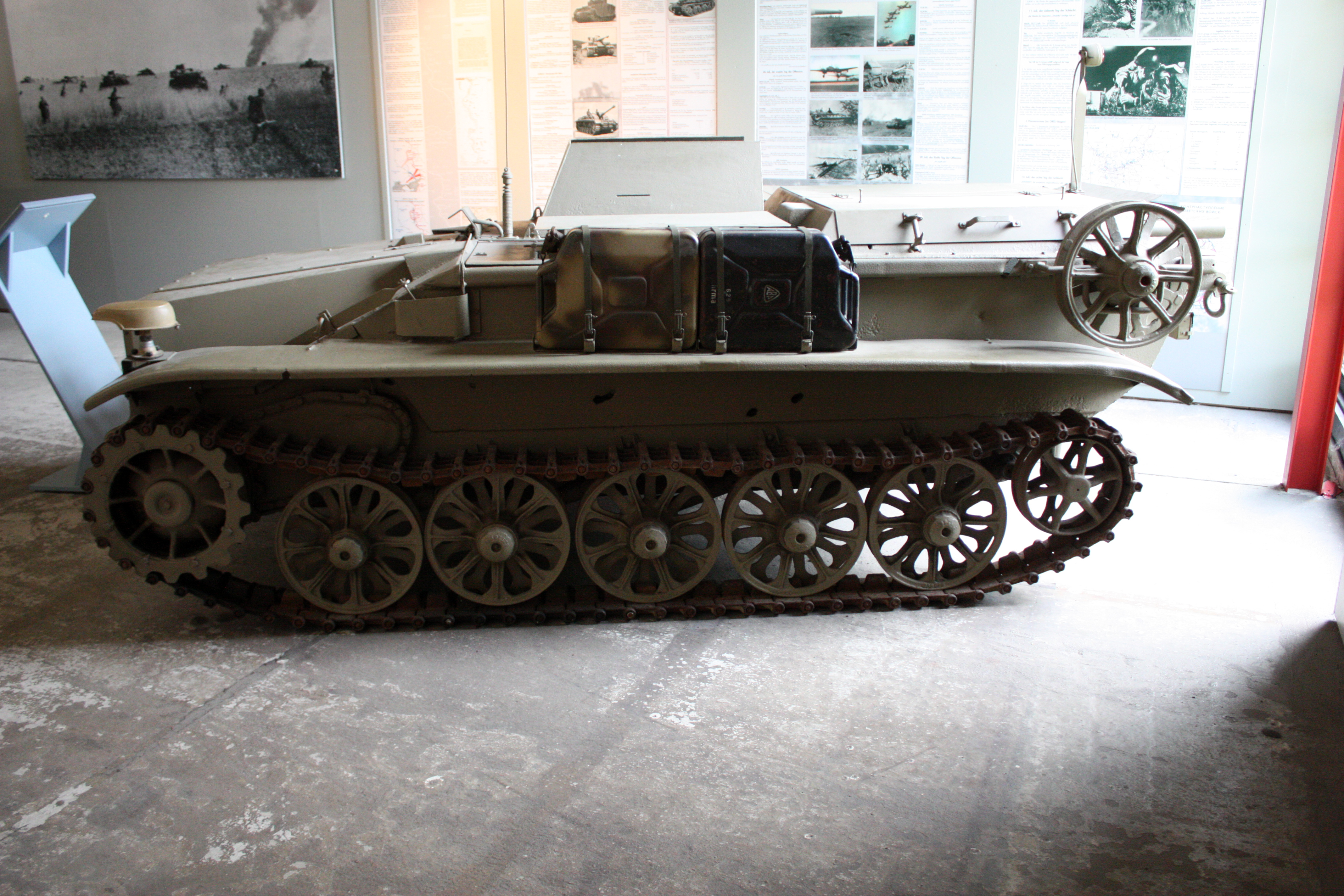
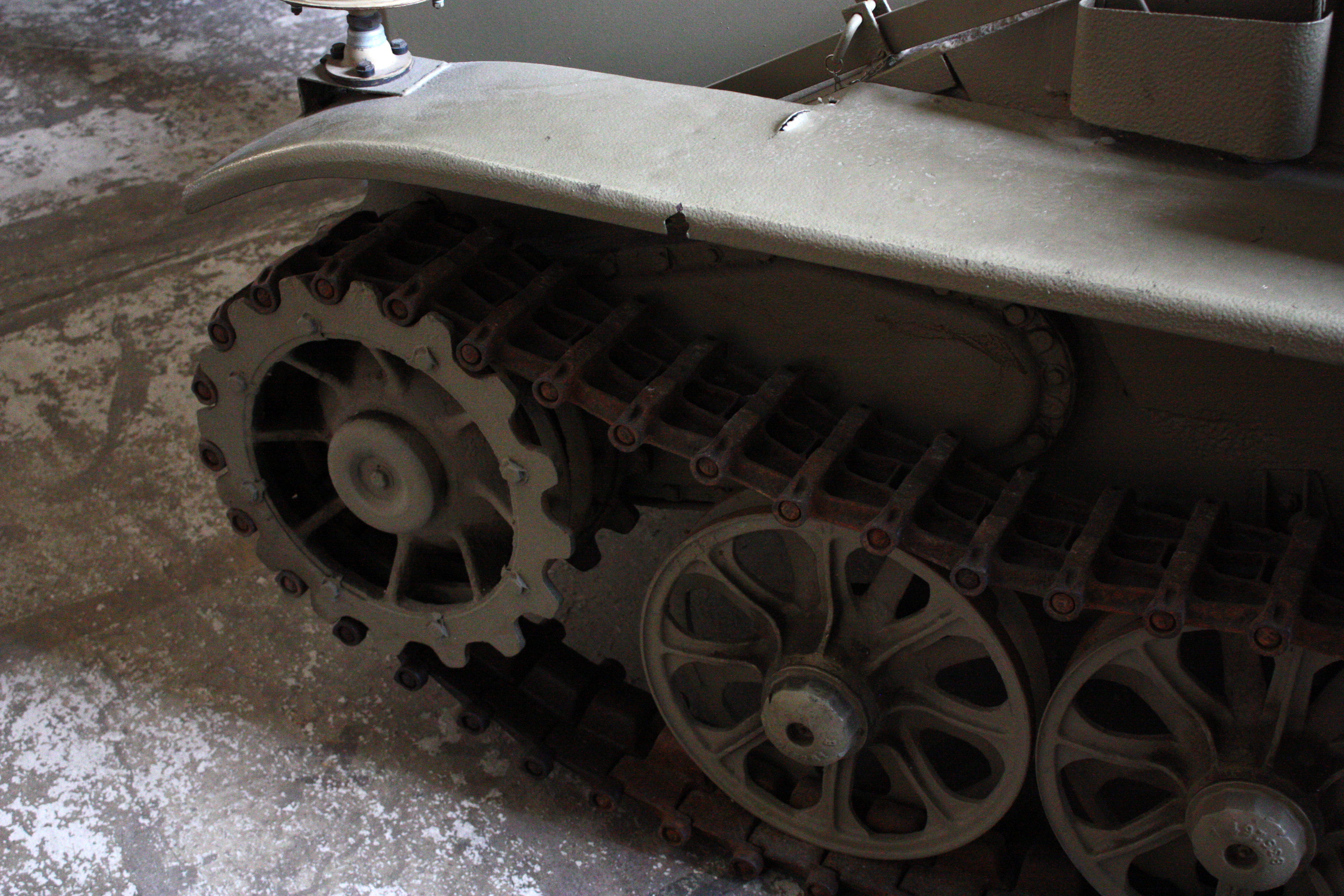
Vue sur le train de roulement.
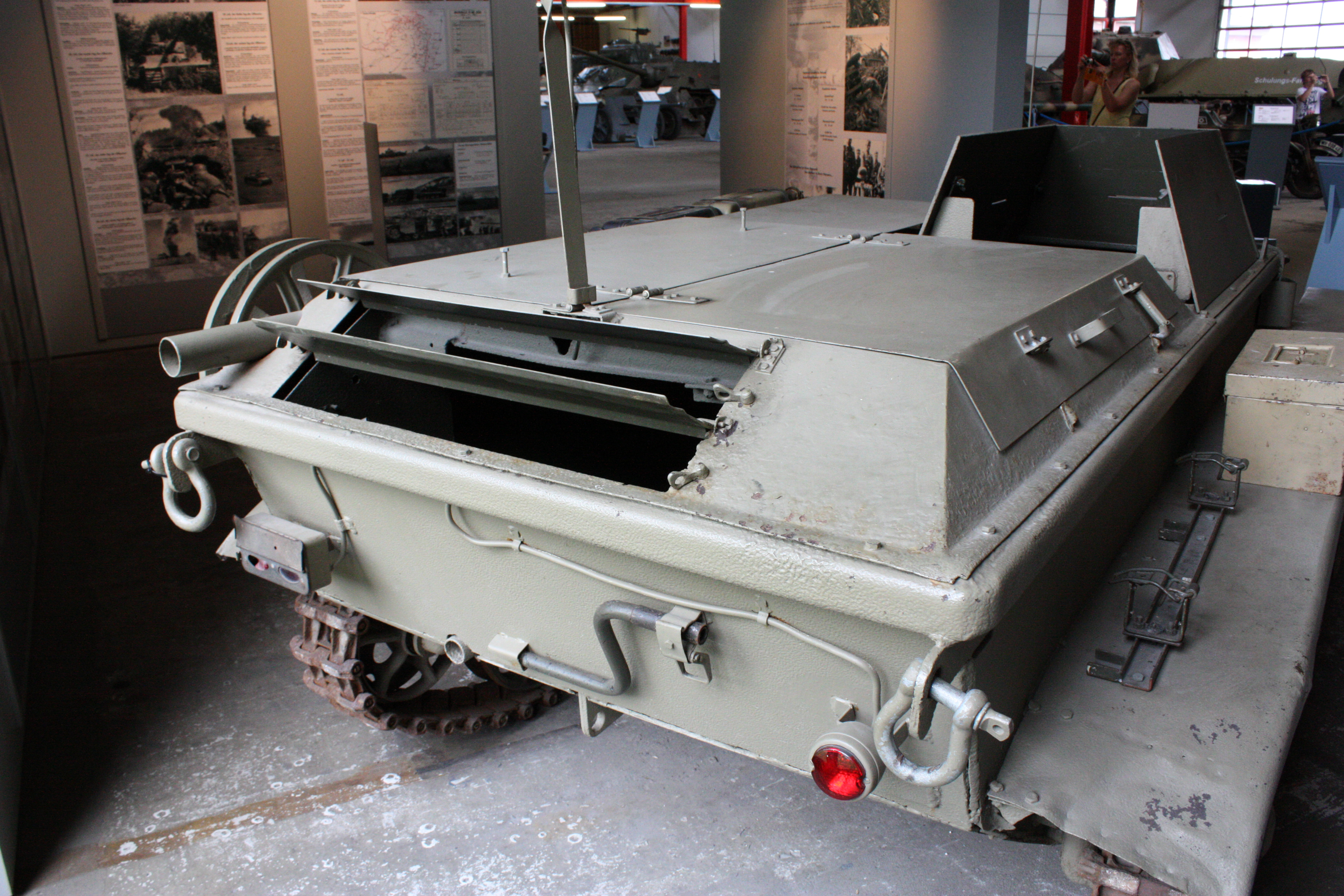
Vue arrière de l'engin.
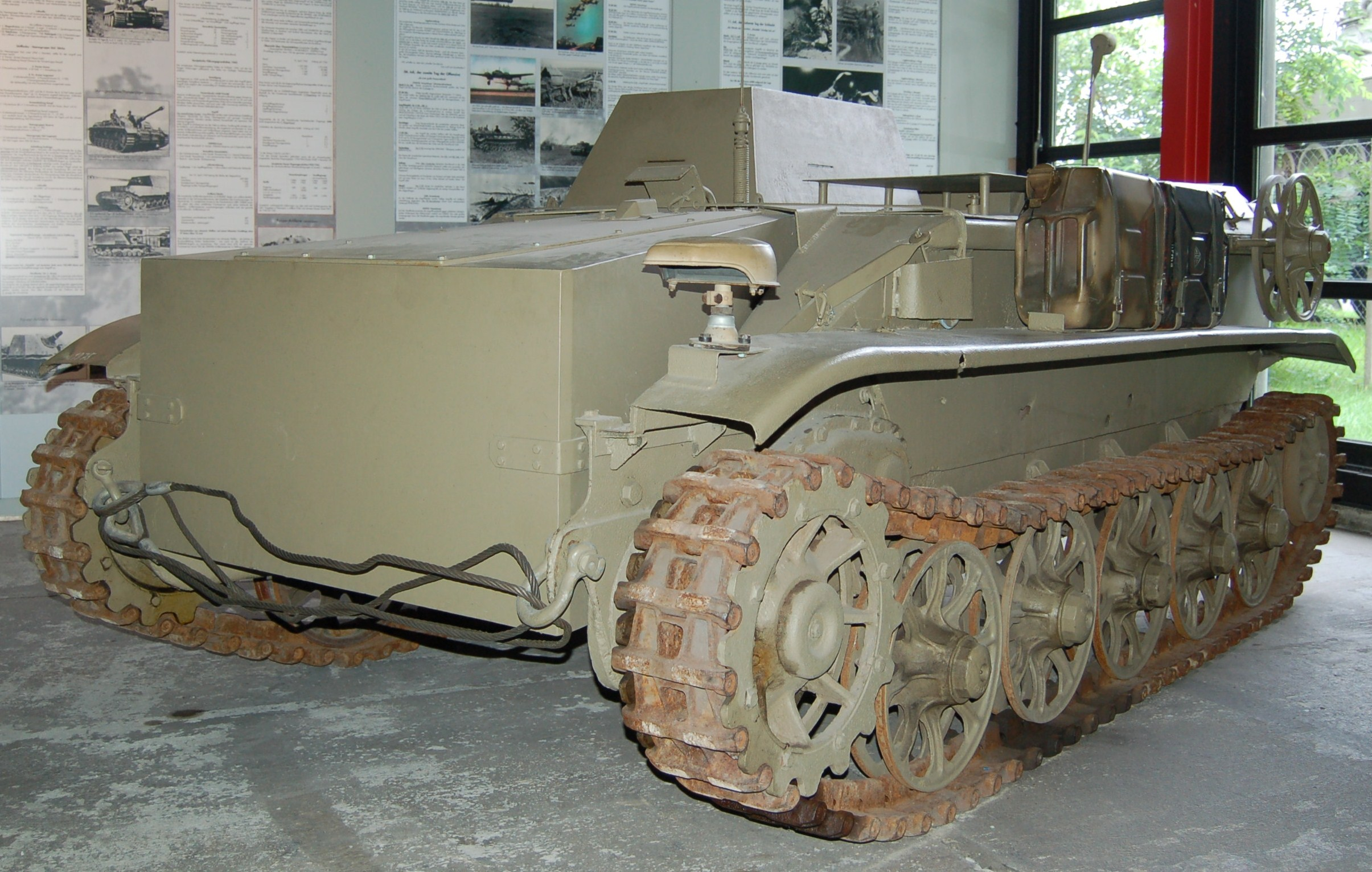
Ausf. A modifié ou Ausf. B.
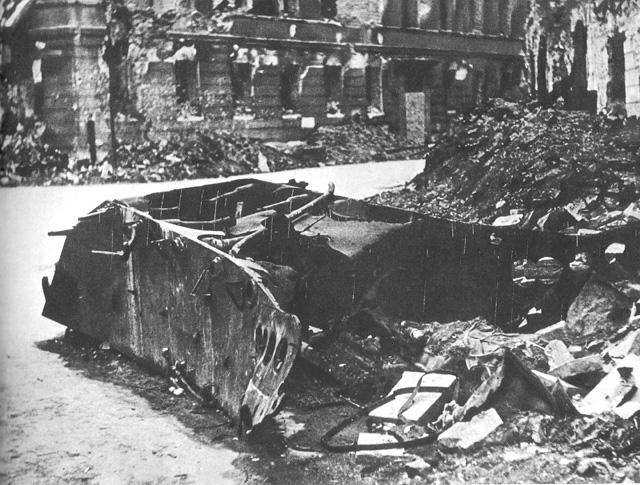
Lors de l'Insurrection de Varsovie, cet engin occasionna le 13 août 1944 la mort d'environ trois cents combattants et civils polonais. Telle est la légende historique du cliché ; néanmoins, la forme générale de l'engin ne correspond que peu à un B IV, qui n'est pas destiné à être détruit, et qui l'aurait été entièrement en ce cas...
- Spécifications éditées par L'U.S. Intelligence Service.
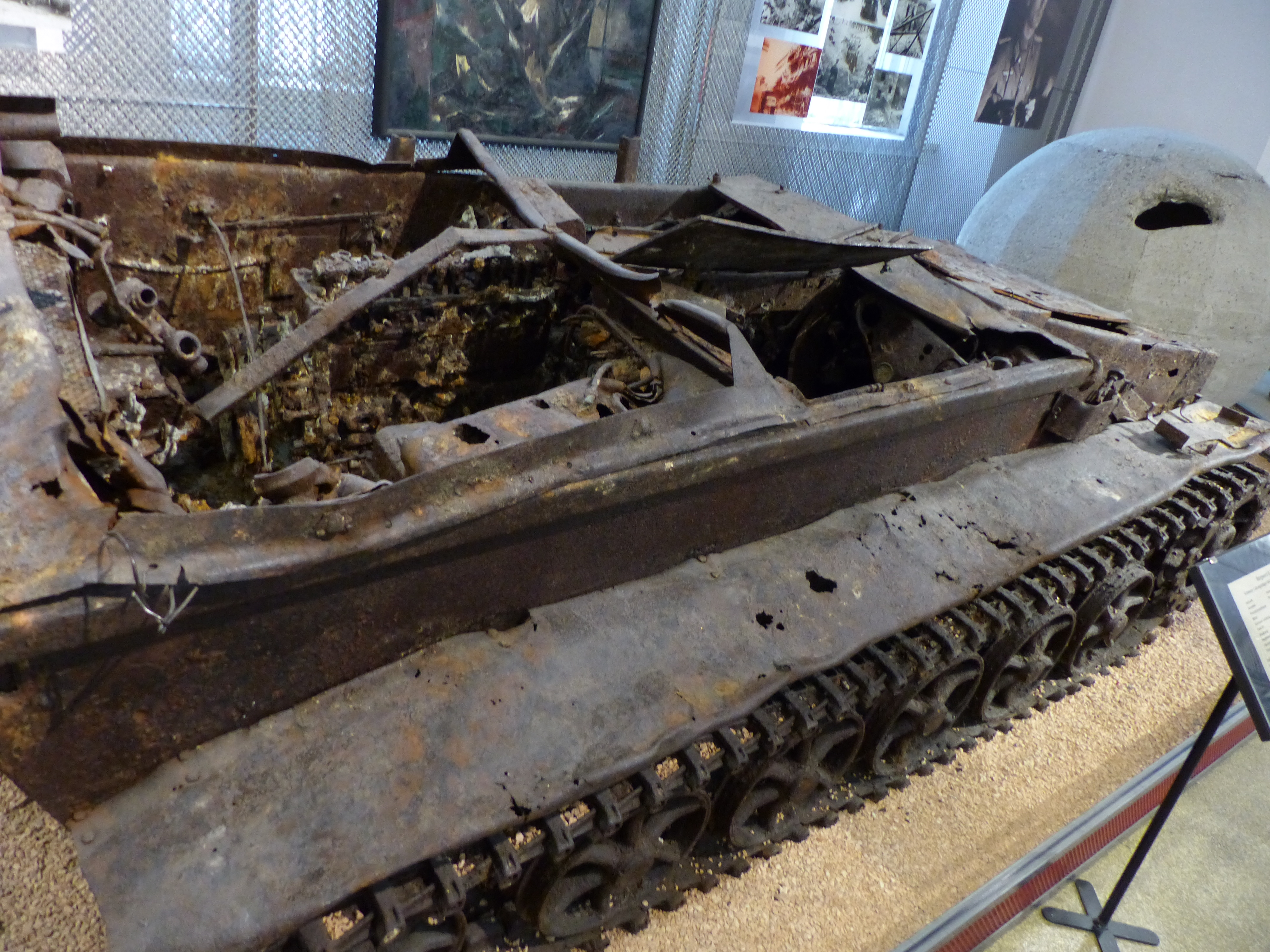
Borgward IV Ausf. C découvert récemment dans des travaux d'excavation en Autriche (Heeresgeschichtlisches Museum de Vienne).

Trois Borgward IV en état sont conservés actuellement[Quand ?] dans des musées : Musée allemand des blindés de Munster, Musée des blindés de Koubinka et Military Vehicle Technology Foundation (fermé en 2018). Deux ont été découverts dans les années 2010 lors de travaux à Vienne (exposé dorénavant au Musée d'histoire militaire de Vienne) et à Euskirchen.
L'histoire des engins militaires Borgward illustre combien la production de blindés au sein du IIIe Reich a manqué de planification et de pragmatisme.